# Сонмох плодющий
Сонмох плодющий (Hypnum fertile) — вид мохів порядку гіпнобрієвих (Hypnales).

## Поширення
Ареал охоплює такі частини світу: Європа, Азія, Північна Америка.